# Rodolfo Carabelli
Rodolfo Carabelli (Milano, 2 febbraio 1899 – Milano, 14 ottobre 1936) è stato un militare italiano, decorato di medaglia d'oro al valor militare a vivente nel corso della prima guerra mondiale.

## Biografia
Nacque a Milano il 2 febbraio 1899 di Giovanni e di Angela Dupuis.
Frequentata la scuola media a Milano, all'età di diciotto anni fu arruolato nel Regio Esercito nel febbraio 1917 ed assegnato al deposito del 50º Reggimento fanteria per l'addestramento, venendo promosso caporale nel luglio successivo. Inviato alla Scuola mitraglieri di Brescia ed ottenuta la nomina ad aspirante ufficiale, alla fine di novembre, raggiunse zona di operazioni, sul Monte Grappa, la 1518ª Compagnia mitraglieri Fiat, che posizionata sul Col della Berretta era a quel tempo alle dipendenze del III Battaglione del 5º Reggimento fanteria della Brigata Aosta. Posto al comando della 2ª sezione della compagnia si distinse in combattimento il 6 dicembre 1917, quando la sua posizione fu sottoposta al tiro preciso e concentrato di numerose batterie d'artiglieria nemiche posizionate sulle conquistate Melette, nonché a raffiche di mitragliatrici e lancio di bombe dal Col Bonato. Si difese con grande valore nonostante le gravi perdite subite tra i suoi uomini, rimanendo ferito al polmone destro nel momento più critico della battaglia. Si rifiutò di lasciare il suo posto combattimento, continuando a incitare i pochi superstiti della sezione a resistere ad oltranza. Rimasto nuovamente ferito ebbe il corpo martoriato da numerose schegge di una granata scoppiatagli vicino. Per il coraggio dimostrato in questo frangente con Regio Decreto del 2 giugno 1921 fu insignito della medaglia d'oro al valor militare a vivente. Sopravvissuto quasi miracolosamente all'evento, trascorse un lungo periodo in vari luoghi di cura e fu promosso dapprima sottotenente e poi tenente. Nel gennaio 1922 entrò in servizio permanente effettivo nel 49º Reggimento fanteria e l'anno successivo su trasferito al 68º Reggimento fanteria, a disposizione come ufficiale del comandante del Corpo d'armata di Milano. Nel 1925, come da sua richiesta, fu dispensato dal servizio militare permanente e trasferito nei ruoli di complemento. Negli anni successivi fu commissario e podestà del Comune di Meina, e in seguito agente di cambio presso la borsa valori di Milano. Iscritto nel ruolo speciale come mutilato di guerra, fu promosso capitano nel gennaio 1932. Si spense a Milano il 14 ottobre 1936. Gli è stata intitolata una via nella sua città natale.

### Fonti
1. 1 2 3 4 5 6 7 8 9 10 11 12  Combattenti Liberazione.
2. 1 2  Carolei, Greganti, Modica 1968, p. 226.
3. ↑  Buzzi, Buzzi 2005, p. 80.
4. ↑   Sito ufficiale della Presidenza della Repubblica Italiana, su quirinale.it. URL consultato il 10 dicembre 2019.